# Bay City (Míchigan)
Bay City es una ciudad ubicada en el condado de Bay, junto al fondo de la bahía de Saginaw del lago Hurón, en el estado estadounidense de Míchigan. En el censo de 2010, la población de la ciudad era de 34 932 habitantes. Es el principal conglomerado urbano del Área Estadística Metropolitana de Bay City, que está incluida en el área estadística combinada conocida como Saginaw-Midland-Bay City. La ciudad, junto con las cercanas Midland y Saginaw, forman la región "Gran Tri-Cities" (Greater Tri-Cities) de Míchigan central, que más recientemente ha sido llamada "Región de la Bahía de los Grandes Lagos".
La ciudad está geográficamente dividida por el río Saginaw; los viajes entre los lados este y oeste de la ciudad son posibles gracias a cuatro modernos puentes levadizos que permiten a los grandes barcos viajar fácilmente por el río. La ciudad es servida por el Aeropuerto Internacional de MBS, que se encuentra en las cercanías de Freeland, y por el aeropuerto municipal James Clements.

## Historia
Leon Tromblé es considerado como el primer colono dentro de los límites del Condado de Bay, en una zona que se convertiría en Bay City. En 1831, construyó una cabaña de troncos en la orilla este del río Saginaw. Bay City se estableció por primera vez en 1837, y fue incorporada como ciudad en 1865. En 1834, John B. Trudell construyó una cabaña de madera cerca de la actual esquina de Broadway y Seventeenth (calle 17). Luego Trudell compró la tierra que se extendía al norte de su residencia a lo largo del río en lo que más tarde se convirtió en la sede de Industrial Brownhoist, convirtiéndose en el primer residente permanente de lo que se ha convertido en el condado de Bay. Bay City se convirtió en la comunidad más grande del condado y la ubicación de la sede del gobierno del condado. La mayoría de las agencias y asociaciones del condado se encuentran aquí. La ciudad colinda con Essexville y los municipios de Bangor, Frankenlust, Hampton, Merritt, Monitor y Portsmouth.
Bay City fue originalmente conocida como Lower Saginaw ("Baja Saginaw") y cayó dentro de los límites del condado de Saginaw hasta que el condado de Bay fue organizado en 1857. Fue en este momento en que se cambió el nombre a Bay City. Mientras que Saginaw tuvo el primer asentamiento blanco en esta área en 1819, los barcos más grandes tenían dificultades para navegar las aguas menos profundas cerca del asentamiento de Saginaw. Debido a este hecho, muchos de los pioneros se trasladaron a Lower Saginaw, al ponerse de manifiesto que sus aguas más profundas la convertían en un lugar mejor para el crecimiento de la industria que se basaba en el transporte embarcado. En 1860, Baja Saginaw se había convertido en una comunidad creciente de cerca de 2000 personas con varios aserraderos y muchos pequeños negocios en funcionamiento. En 1865, el pueblo de Bay City fue incorporado como ciudad. El rápido crecimiento económico se llevó a cabo durante este período de tiempo, con la explotación forestal, la serrería y la construcción naval creando muchos puestos de trabajo. Los primeros industriales de la zona utilizaron el río Saginaw como un medio muy práctico para llevar los maderos flotando a las serrerías y las fábricas y, como consecuencia amasaron grandes fortunas. Muchas de las mansiones construidas durante esta época están registradas como monumentos históricos por los gobiernos estatal y federal.
En 1873, Charles C. Fitzhugh, Jr., un pionero de Bay City, y su esposa, Jane, compraron tierra y construyeron una casa en la propiedad delimitada por las calles Washington, Saginaw, Novena y Décima, que más tarde se convirtió en el emplazamiento de la Casa Municipal (City Hall). Fitzhugh comerció a gran escala en tierras salvajes y granjas, siendo un agente más de 25 000 acres (100 km²) de tierra en el condado de Bay. Durante este tiempo, la avenida Washington se desarrolló principalmente con viviendas residenciales. Las empresas se concentraron a lo largo de la calle Water, cerca del río Saginaw. Conforme pasó el tiempo, las empresas empezaron a expandirse a lo largo de la avenida Washington. En 1891, los Fitzhugh vendieron la tierra a la ciudad de Bay City por 8500 $ "para que se utilizara para la construcción de una Casa Municipal y oficinas y para ningún otro propósito."
Hasta 1905, la ciudad de Bay City se limitaba a la orilla este del río Saginaw. Anteriormente a esa fecha, la población que ocupa la margen occidental del río Saginaw era una ciudad separada conocida como West Bay City. El sistema unificado de la bahía de la ciudad celebró su centenario en 2005.
Durante la segunda mitad del siglo XIX, Bay City albergó varias industrias, ahora cerradas, incluidos numerosos aserraderos y astilleros. La empresa Defoe Shipbuilding Company, que cesó sus operaciones el 31 de diciembre de 1975, construyó destructores de escolta, destructores con misiles guiados y patrulleras para la Armada de los Estados Unidos y la Marina Real Australiana. Para preservar esta fuerte herencia naval, el Museo Naval de Buques del Valle de Saginaw (Saginaw Valley Naval Ship Museum), a través del Comando de Sistemas Navales (Naval Sea Systems Command), trasladó el USS Edson (DD-946) a Bay City como buque museo. Finalmente, fue entregado a su sede temporal en Essexville (Míchigan), el 7 de agosto de 2012. Otro componente importante de la historia industrial de la ciudad es Industrial Brownhoist, que era bien conocida por la construcción de grandes grúas industriales.
Al estallar la Primera Guerra Mundial, Bay City albergaba un barrio mayoritariamente alemán llamado Salzburgo. Esta minoría de ascendencia alemana se convirtió en víctima de un nativismo extremo y de xenofobia. Los pastores introdujeron sermones en inglés por primera vez en Salzburgo, pero no prosperaron y los sermones en Salzburgo siguieron siendo mayoritariamente alemanes. Los salzburgueses exigieron que el resto de Bay City los reconociera como estadounidenses primero y germano-estadounidenses después, pero la hostilidad hacia ellos persistió. El entonces gobernador de Michigan, Albert Sleeper, buscó el apoyo de la comunidad germano-estadounidense, pero sufrió una reacción violenta. Incluso antes de la declaración de guerra contra Alemania, el sentimiento antialemán era tan fuerte que cientos de jóvenes de Michigan habían cruzado la frontera hacia Canadá para unirse a las Fuerzas Armadas Canadienses y participar en el esfuerzo bélico.

## Geografía
Bay City se encuentra ubicada en las coordenadas 43°35′42.18″N 83°53′19.1″O / 43.5950500, -83.888639.
Según el United States Census Bureau, la ciudad tiene un área total de 11.3 millas cuadradas (29 km²), de las cuales, 10.4 millas cuadradas (27 km²) de son tierra y 0.9 millas cuadradas (2.3 km²) (8,12 %) son de agua. A pesar de una disminución de la población, Bay City sigue siendo (por un estrecho margen sobre Port Huron) la ciudad más grande de EE. UU. por población junto a o cerca del lago Hurón, mucho más pequeña que las ciudades más grandes en los otros cuatro Grandes Lagos (Chicago, Toronto, Cleveland y Thunder Bay).
Bay City, junto con Saginaw y Midland conforman el Área Tri-Cities (Tri-Cities Area), una subregión de Flint/Tri-Cities. A veces, Bay City se ve como parte de la más grande Área del Pulgar de Míchigan (Thumb of Michigan Area), que es también una subregión de Flint/Tri-Cities.

## Demografía
Según el censo del año 2000, había 36 817 personas, 15 208 hogares y 9322 familias que residían en la ciudad. La densidad de población era 3537.1 personas por milla cuadrada (1365.5/km²). Había 16 259 unidades habitacionales en una densidad media de 1562.0 por milla cuadrada (603.0/km²). La distribución por razas de la ciudad era 91.19 % blancos, 2.72 % negros, 0.74 % amerindios, 0.53 % asiáticos, 0.01 % isleños del Pacífico, 2.47 % de otras razas y 2.33 % de dos o más razas. Los hispánicos o latinos de cualquier raza eran el 6.72 % de la población.
Había 15 208 hogares, de los cuales el 30.2 % tenían niños bajo la edad de 18 que vivían con ellos, 42.4 % eran parejas casadas viviendo juntos, 14.7 % tenían un cabeza de familia femenino sin presencia del marido y 38.7 % eran no-familias. El 32.9 % de todos los hogares eran unipersonales y 12.8 % tenían a alguna persona de 65 años de edad o más viviendo sola. El tamaño medio del hogar era 2.38 y el tamaño medio de familia era 3.04.
En la ciudad se descompuso la población en 25.5 % bajo edad de 18 años, el 9.4 % de 18 a 24, el 30.5 % de 25 a 44, el 20.5 % de 45 a 64, y 14.1 % con 65 años de edad o más. La edad mediana era 35 años. Por cada 100 mujeres había 92.9 hombres. Por cada 100 mujeres de edad de 18 años o más, había 88.6 hombres.
La renta mediana para una casa en la ciudad era 30 425 $, y la renta mediana para una familia era 38 252 $. Los varones tenían una renta mediana de 32 094 $ contra 21 494 $ para las mujeres. La renta per cápita para la ciudad era 16 550 $. Cerca de 10.3 % de las familias y el 14.6 % de la población estaban debajo de la línea de la pobreza, incluyendo 19.1 % de los menores de 18 años y el 10.5 % de las personas mayores de 65 años.

## Personajes ilustres
En esta ciudad nació la cantante e icono Madonna, el 16 de agosto de 1958.

## Hermanamiento de ciudades
- Bay City cuenta con cuatro hermanamientos de ciudades designadas por Sister Cities International.
- Ansbach, Alemania
- Goderich, Ontario, Canadá
- Lomé, Togo
- Poznań, Polonia